# Lijst van weg- en veldkapellen in Hilvarenbeek
Dit is een onvolledige lijst van veldkapellen in de gemeente Hilvarenbeek. Kapelletjes komen vooral in het zuiden van Nederland voor en werden dikwijls gebouwd ter verering van een heilige.
| Kapel                                          | Adres                    | Plaats                  | Bouwperiode  | Architect | Foto       |
| ---------------------------------------------- | ------------------------ | ----------------------- | ------------ | --------- | ---------- |
| Mariakapel (Mariastokske)                      | Westerwijk               | Biest-Houtakker         | 1654 en 1985 |           |            |
| Onze-Lieve-Vrouw Troosteres der Bedruktenkapel | Beekseweg                | Diessen                 | 1945         |           |            |
| Onze-Lieve-Vrouw van Brabantkapel              | Echternachstraat         | Diessen                 | 1950         |           |            |
| Sint-Corneliuskapel                            | Dorpsstraat              | Esbeek                  | 1957         |           |            |
| Onze-Lieve-Vrouw van De Voortkapel             | Tilburgseweg             | Hilvarenbeek            | 1938         |           |            |
| Sacrementskapel                                | Poppelseweg              | Hilvarenbeek-Roovert    | 1779         |           |            |
| Sint-Jozefkapel                                | Klein Westerwijksestraat | Hilvarenbeek-Westerwijk | 16e eeuw     |           | Westerwijk |